# Porto Viro
Porto Viro es una localidad y comune italiana de la provincia de Rovigo, región de Véneto, con 14.609 habitantes.

## Evolución demográfica
| Gráfica de evolución demográfica de Porto Viro entre 1861 y 2001 |
|                                                                  |
| Fuente ISTAT - elaboración gráfica de Wikipedia                  |

## Personajes ilustres
- Vigor Bovolenta, jugador de voleibol internacional. (1974 - 2012)